# Marienfelder Altar

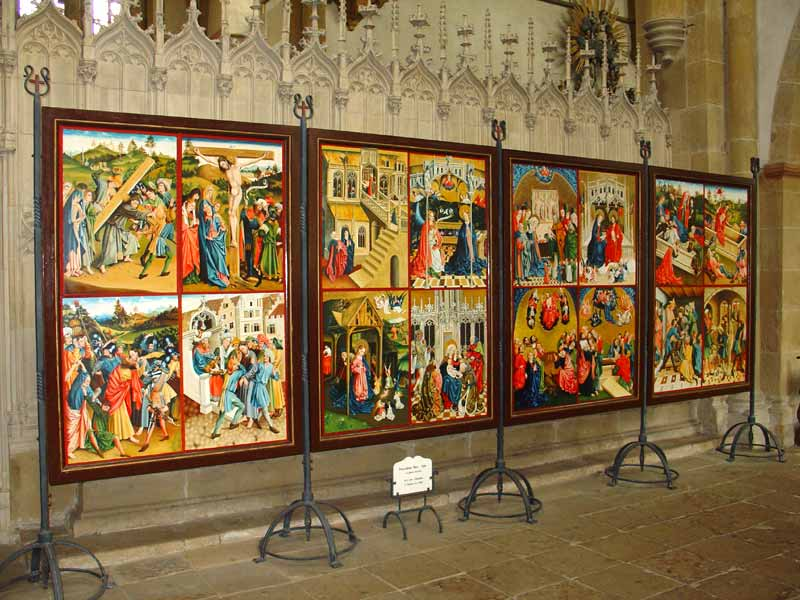
Kopie des Marienfelder Altars von 1457

Der Marienfelder Altar ist ein Altar aus dem ehemaligen Kloster Marienfeld der Zisterzienser in der Stadt Harsewinkel im Münsterland.
Er besteht aus insgesamt 16 Bildtafeln, alle in den Maßen 93 × 65 cm, acht Szenen aus der Leidensgeschichte Christi und acht aus dem Leben Mariä und Christi. Der Altar stand von 1457 bis 1681 im Hochchor des Klosters. Gemalt wurden diese Tafeln von dem westfälischen Maler Johann Koerbecke. 15 Bildtafeln sind erhalten geblieben. Ähnlich dem Liesborner Altar sind sie in Museen von Chicago bis Moskau verstreut.

## Entstehung und Verstreuung
Zur Zeit des Abtes Hermannus von Warendorf (1410–1443) schenkte man dem Kloster Marienfeld 43 rheinische Gulden zur Wiederherstellung des Westfensters der Kirche, der das Geld jedoch unberührt ließ. Sein Nachfolger Arnoldus von Bevern (1443–1478) wies den damaligen Schatzmeister Johannes Alen an, das Geld als Honorar für die Altarbilder an den Maler Johann Koerbecke auszuzahlen. Die Entstehungszeit des Marienfelder Retabels lässt sich daher auf etwa 1443 bis 1457 festlegen.
Der Altar wurde zum Lob der Dreifaltigkeit, des Leibes Christi, der Jungfrau Maria und aller Heiligen am 6. Februar 1457 aufgestellt. Johannes Wennecker, Weihbischof von Münster, weihte den Altar am 25. Juni 1458.
Aus zeitgenössischen Rechnungen weiß man, dass in den Jahren 1516/17 und 1533/34 Restaurierungen am Hochaltar durchgeführt wurden. Abt Hermannus Koelte (1603–1610) ließ ein weiteres Flügelpaar anbringen. Unter Abt Johannes Stades (1661–1681) wurde der Altaraufbau durch einen zeitgemäßeren Barockaltar ersetzt, der bis heute erhalten ist. Was bis zur Auflösung des Klosters 1803 mit den Bildern des alten Altares geschehen ist, ist nicht überliefert.
Im Jahre 1804 erhielt der Harsewinkler Maler Johann Christoph Rincklake den Auftrag, ein Gutachten über den Gemäldebestand des Klosters zu erstellen, darunter auch über die Tafeln des Marienfelder Altars. Darin ist von einer Tafel die Rede, die in der Mitte zerbrochen ist. Über den Verbleib dieser Tafel ist bis heute nichts bekannt. Ursprünglich sollten die verbleibenden 15 Tafeln zur Akademie der bildenden Künste nach Berlin verschickt werden. Stattdessen wurden sie einzeln verkauft und gehören nun zu den am weitesten verstreuten Werken der deutschen Kunst des Mittelalters.

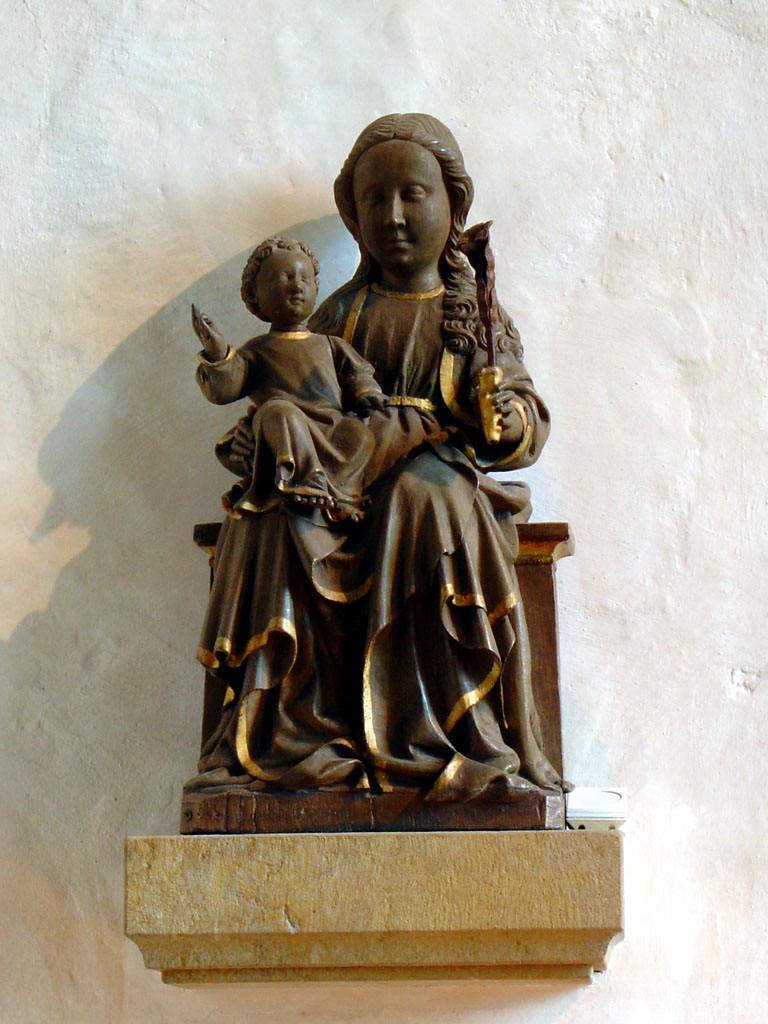
Hölzerne Marienfigur aus dem Mittelstück des Marienfelder Altars

## Beschreibung
Eine bildliche Darstellung des im 17. Jahrhundert durch ein weiteres Flügelpaar ergänzten Altars ist nicht überliefert, wohl aber ein Bericht des Paters Hermann Hartmann von 1715 aus der Chronik des Klosters:

„Die Altartafel war wie üblich auf der Mensa des Hochaltars aufgestellt, in der Breite diese um 1,5 oder 2 Fuß auf jeder Seite überragend. In der Höhe erreichte sie noch nicht den untersten Teil jenes großen Ostfensters, war also in Höhe und Breite fast quadratisch. Dieser Mittelteil des Altars war in durchbrochener und halberhabender Arbeit kunstgerecht mit verschiedenen Figuren sogearbeitet, dass die innerhalb der Tafel untergebrachten 24 heiligen Schädel der Ursulagesellschaft und andere Gebeine von außen durch Fensterchen sichtbar waren. In der Mitte dieser inneren Tafel stand in einer Nische die schöne Statue der Jungfrau Maria, auf einem Thron sitzend und das Jesuskind auf dem Schoße tragend. Gleich neben dieser Statue waren auf jeder Seite je zwei wunderbare Schädel, von denen oben berichtet wurde, aufgestellt. Die anderen folgten in der gleichen Ordnung auf jeder Seite zu sechs, und die übrigen heiligen Reliquien waren unterhalb angeordnet. Diese Innentafel war ganz vergoldet und nach zwei Jahrhunderten unversehrt und unverändert, dass nichts von der Vergoldung verschwunden oder herabgefallen war. Sie erschien bis in ihre letzte Zeit den Besuchern so prächtig, dass sie Bewunderung und Andacht erweckte. Wenn die Sonne schien, wurde man durch den hellen Glanz fast geblendet. An der vergoldeten Mitteltafel waren zu ihrer Zeit - am unteren Rande mit ihr abschließend, zwei Flügeltafeln angebracht, die mit überauch prächtigen Bildern der Mysterien des Lebens Christi außen und innen bemalt waren. Auf diesen Bildern war besonders die Gestaltung der Gewänder und Gesichter Christi, der Jungfrau Maria, der Apostel (unter denen das Gesicht des Jakobus mit dem Christi übereinstimmte, entsprechend dem Evangelium, wo er Bruder des Herrn genannt wird), des Pilatus, des Annas, des Caiphas, selbst der Juden und Soldaten zu bewundern, die auf einem Bilde zu sehen waren und auf den anderen genauso dargestellt waren... An Wochentagen waren einfach alle Flügel geschlossen, an Sonntagen und Duplexfesten oder wie wir sagen an Tagen mit zwei Messen wurden lediglich die ersten Flügel geöffnet. Dann war die ganze, auf beiden Seiten gemalte Passion zu sehen. An Feiertagen endlich wurden auch die zweiten Flügel geöffnet (durch welche dann die erstgenannten zugedeckt wurden), welche die glorreichen Geheimnisse Christi darstellten. Dann war auch die prächtige, vergoldete und wunderbar zur Andacht stimmende Innentafel zu sehen.“

Die folgende Darstellung zeigt die Flügel, die von Johann Koerbecke geschaffen wurden. Im geschlossenen Zustand war die Passion Christi zu sehen, die geöffnete Schauseite zeigte Szenen aus dem Leben Jesu und Marias und dazwischen einen Reliquienschrein mit der Marienfigur als Zentrum.
| Linker Flügel außen | Linker Flügel außen  | Linker Flügel innen | Linker Flügel innen                         | Rechter Flügel innen  | Rechter Flügel innen                     | Rechter Flügel außen | Rechter Flügel außen |
| ------------------- | -------------------- | ------------------- | ------------------------------------------- | --------------------- | ---------------------------------------- | -------------------- | -------------------- |
| Gefangennahme       | Christus vor Pilatus | Tempelgang Mariens  | Verkündigung an Maria                       | Darstellung im Tempel | Erscheinung des Auferstandenen vor Maria | Kreuztragung         | Kreuzigung           |
| Geißelung           | Verspottung          | Geburt Christi      | verschollen vermutlich: Anbetung der Könige | Himmelfahrt Christi   | Himmelfahrt Mariens                      | Grablegung           | Auferstehung         |

## Die Tafeln und ihre Standorte

### ImLWL-Landesmuseum für Kunst und KulturgeschichteinMünster
Gefangennahme Christi
In der Mitte des Vordergrundes die Szene des Judaskusses. Unten links schlägt Petrus dem Malchus das Ohr ab. Gepanzerte Kriegsknechte und einige Priester zu beiden Seiten. Im Hintergrund eine abwechselungsreiche Landschaft.
- Zuvor war das Bild in der Galerie Hinrichsen und Lindpaitner in Berlin ausgestellt.

Christus vor Pilatus
Die Szene spielt sich ab auf dem offenen Markt, der mit Kieselsteinen gepflastert ist. Auf einem gotischen Richterstuhl sitzt Pontius Pilatus, der sich die Hände wäscht. Im Vordergrund Christus mit verbundenen Händen, den zwei Henkersknechte zerren und verspotten. Dahinter dicht gedrängt das Volk. Im Hintergrund verschiedene Giebelhäuser.
- Erworben aus der Sammlung Dollfuß.

Verspottung Christi
In einer mit gemusterten Bodenplatten belegten Halle sitzt Christus auf einer erhöhten Bank. Schergen misshandeln und verhöhnen ihn. Links in der offenen Tür schauen der Hohepriester und seine Begleiter dem Vorgang zu.
- Westfälischer Kunstverein, erworben aus der Sammlung Bartels.

Darstellung im Tempel
Vor einem gotischen, mit Plastiken gezierten Altar, zu dessen Seiten Stoffbehänge angebracht sind, spielt sich die Szene ab. Im Vordergrund in kleiner Gestalt Kleriker und Junker mit Kerzen. Im goldenen Halbrund des Hintergrundes Gottvater mit zahlreichen Engeln auf den Wolken.
- Ursprünglich in New York, Kleineberger Galerie. 1906 auf der Ausstellung altdeutscher Kunst des Burlington-Clubs in London unter Nr. 10 der Sammlung von Henry Wagner.

Erscheinung des Auferstandenen vor Maria
Die beiden Gestalten sitzen nebeneinander auf einem Thron, der mit einem reichen gotischen Baldachin verziert ist. Maria berührt die rechte Handwunde des Heilandes. Unten am Boden eine Gruppe singender Engel.
- Ursprünglich in Köln, Sammlung Wolf

Grablegung Christi
Der Leichnam Jesu wird von Joseph von Arimathäa, Nikodemus und einem dritten Mann in den schräg zum Bildrand gestellten Sarkophag abgelegt. Maria hinter dem Sarg küsst die Wangen, Maria Magdalena im Vordergrund die Hand des Herrn. Johannes und drei Frauen stehen klagend weiter zurück. Den Hintergrund bildet eine reiche Landschaft.
- Westfälischer Kunstverein: Mit der Verspottung Christi 1869 aus der Sammlung Bertels erworben.

### ImPuschkin-Museumin Moskau
Geißelung Christi
Die Szene vollzieht sich in einer mit gemusterten Fliesen belegten Halle. Christus ist an einer in der Mitte stehenden Säule gebunden. Durch die hohen Fenster der Halle schaut man auf eine Straße mit hohen Giebelhäusern.
- Zuvor bei Alexander Brocard in Moskau.

### ImNationalmuseuminKrakau
Tempelgang Mariens
Wie die Verkündigung und die Geburt hat auch dieses Bild punzierte Ränder als Bildabschluss. Dem Goldgrund ist wegen des gotischen Tempelbaus wenig Platz gelassen. Auf einer abgewinkelten Freitreppe steigt Maria zum Altar empor. Dort erwartet sie ein Priester im bischöflichen Ornat. Innen im Tempel ist eine Schar von Mädchen beschäftigt. Sie sind durch gotische Fenster sichtbar. Unten an der Treppe knien Joachim und Anna.

### ImArt Institute of Chicago
Verkündigung
Unter einem baldachinartigen Gehäuse vor einem von Engeln gehaltenen Vorhang Maria und der Engel. Oben Gottvater, von dem der Heiland, in Kindesgestalt, zu Maria herniederfährt. Goldener Hintergrund und gemusterter Plattenfußboden in perspektivischer Zeichnung. Auf einer Bank hinter Maria und dem Engel liegen drei Kissen mit je einem Wappen. Das mittlere ist das übliche Zisterzienser-Wappen. Das Wappen links zeigt einen blauen Querbalken auf Silber, das rechte ein Wellenband auf Silber.
- führer Sammlung Reverfon

### ImGermanischen Nationalmuseumin Nürnberg
Geburt Christi
Unter einem offenen Gehäuse kniet Maria vor dem auf dem Boden liegenden, von einem Strahlenkranz umgebenen nackten Jesusknaben in Gesellschaft anbetender Engel. Hinter Maria hockt der schlafende Joseph. Im Hintergrund die Verkündigung der Hirten. Goldgrund, am Boden vorne links Erdreich mit Blumen.
- Auf einer Aktion der Sammlung Henry Doetsch in London im Jahr 1895 versteigert, galt danach lange als verschollen.

### In derNational Gallery of ArtinWashington, D.C.
Himmelfahrt Christi
Vor goldenen Hintergrund entschwindet der Heiland, umgeben von Patriarchen und Propheten. Am Rand oben links Engel auf Wolken. Unten auf einem runden Hügel Maria im Vordergrund und die Apostel.
- 1912 auf der „Exposition de la miniature“ versteigert, danach in Basel Privatbesitz.

### ImMuseo Thyssen-Bornemiszain Madrid
Himmelfahrt Mariens
Ähnlich wie die Himmelfahrt Christi hat das Bild zwei Hälften. Vor dem Goldgrund oben wird Maria von Christus inmitten seiner Engelscharen aufgenommen. Zu beiden Seiten je zwei liebliche Dreiergruppen musizierender Engel. Unten in zwei Gruppen die Apostel zu beiden Seiten des leeren Sarkophages.
- Sammlung Heinrich Thyssen-Bornemisza auf Schloss Rohozcz in Ungarn. Aus westfälischen Besitz dort hingegangen.

### In denStaatlichen Museen zu Berlin
Kreuztragung Christi
In der Mitte Christus, ein mächtiges Kreuz schleppend, Kriegsknechte und Volk umher, Johannes und die frommen Frauen folgen ihm nach. Den Hintergrund bildet eine reich bewegte Landschaft.
Kreuzigung Christi
Vor bergiger Landschaft als Hintergrund steht das Kruzifix. Links Johannes und die vier Marien, rechts der Hauptmann.
- zuvor in Ordensbesitz

### ImMusée CalvetinAvignon
Auferstehung Christi
Der Heiland entsteigt dem schräg zum Bildrand gestellten Sarkophag. Im Vordergrund drei erschreckt zurückprallende Wächter, ein schlafender Wächter hinter dem Sarg. Als Hintergrund eine Landschaft.